# Олимпиада (хронология)
Вижте пояснителната страница за други значения на Олимпиада.
Олимпиада (лат. Olympias) се нарича период от 4 г. между 2 олимпийски игри в Древна Гърция.
Историкът Тимей въвежда основана на олимпиади система за летоброене, която е независима от календарите на различните градове-държави и бива възприета от следващите древногръцки историци. Така първата олимпиада продължава от 776 г. пр.н.е. до 772 пр.н.е.
Днес в терминологията на Международния олимпийски комитет, олимпиада се нарича период от 4 години, който започва на 1 януари през годината, когато трябва да се проведат летни олимпийски игри. Така първата съвременна олимпиада започва през 1896 година, а последната, 31-ва – през 2016 г. (Летни олимпийски игри 2016)
Извън МОК терминът се използва като синоним на „олимпийски игри“ и присъства в имената на други редовно провеждани международни състезания, които не включват физически спорт, като например Шахматната олимпиада, Международната олимпиада по математика и други.